# NGC 7366
NGC 7366 este o galaxie spirală situată în constelația Pegas. A fost descoperită în 7 august 1864 de către Albert Marth.